# استان کورتس
استان کورتس (به اسپانیایی: Cortés Department) یکی از استان‌های ۱۸ گانه کشور هندوراس در آمریکای مرکزی که در این کشور واقع شده است

## شهرستان‌ها
- ۱.
- ۲.
- ۳.
- ۴.
- ۵.
- ۶.
- ۷.
- ۸.
- ۹.
- ۱۰.